# Strategische Ölreserve
Als strategische Ölreserve bezeichnet man eine strategische Bevorratung von Erdöl, Benzin, Heizöl und Erdöl-Zwischenprodukten. Die Reserve dient dazu, einen potenziellen, kurzfristigen Erdöl-Versorgungsengpass eines Landes zu überbrücken. In vielen Staaten ist die Erdölbevorratung wegen ihrer volkswirtschaftlichen Bedeutung gesetzlich geregelt.

## Hintergrund
Seit der Entdeckung großer Ölvorkommen im Süden der Vereinigten Staaten wurde Kohle als vorrangiger Energieträger abgelöst. Kaum einer der für die menschliche Gesellschaft elementaren Lebensbereiche in den Industrienationen, insbesondere Landwirtschaft und Transport kommt heute ohne Erdölprodukte aus. Da ein großer Teil der Lagerstätten in der unruhigen Region des Nahen Osten konzentriert ist, muss das Öl über weite Wege mit Öltankern und Pipelines zu den Verbrauchern transportiert werden. 1973 stieg der Ölpreis auf Grund einer politisch motivierten Minderung der Erdölförderung durch die OPEC rapide an. Weil es bis dahin keine strategischen Ölreserven gab, konnte dem nicht entgegengewirkt werden. Daraufhin wurde die Internationale Energieagentur IEA von 16 Industrienationen gegründet, welche die Energiepolitik koordinieren und eine zuverlässige Energieversorgung sicherstellen sollte. Auch im Rahmen des Libyenkrieges und der ausfallenden Ölproduktion des Landes wurden Ölreserven freigegeben. Zuletzt wurden Ölreserven in Höhe von 60 Millionen Barrel im Rahmen des steigenden Ölpreises während des Überfalls von Russland auf die Ukraine freigegeben.

## Reserven ausgewählter Länder

### Deutschland
2011 umfassten die Vorräte in Deutschland 25 Millionen Tonnen. 13,4 Mio. t entfallen auf Rohöl und 11,8 Mio. t auf Erdölprodukte (Angaben für 2005). Mit diesem Volumen soll der deutsche Erdölbedarf im Notfall für mindestens 90 Tage gedeckt werden. Die Vorratsstätten für Rohöl befinden sich überwiegend in 1.000 bis 1.500 m Tiefe in Kavernenspeichern in Niedersachsen. Diese wurden in geologischen Salzformationen speziell für diesen Zweck angelegt. Ein großer Teil der Ölreserven befindet sich in der Kavernenanlage Etzel der Firma IVG. Die Reserven an Erdöl-Zwischenprodukten werden oberirdisch in bundesweit verteilten Tankbehältern vorgehalten. Der Wert der Reserven erreicht bei einem Ölpreis von 70 US-Dollar pro Barrel etwa elf Milliarden Euro.
Unabhängig von der strategischen Reserve bestand früher eine so genannte Bundesrohölreserve aus 7,32 Mio. t, die von 1974 bis 1981 aufgebaut wurde und in künstlich angelegten Speicherkavernen in der Nähe von Wilhelmshaven, Bremen, Hamburg und weiteren Orten gelagert wurde. 1997 wurde von der damaligen Bundesregierung der Verkauf dieser Reserve angeordnet. Heute sind an verschiedenen Standorten in der Bundesrepublik verschiedene Mineralölprodukte, wie Benzin, Dieselkraftstoff, Heizöl, Kerosin und Schweröl gelagert, die, weil schon raffiniert, kurzfristig einsetzbar sind.
Obwohl sich die Bevorratungspflicht des Erdölbevorratungsverbandes auf 90 Tage beläuft, ist der Gesamtvorrat an Rohöl und Ölprodukten in Deutschland wesentlich höher. Das Land verfügte Ende 2021 über 267 Mio. Barrel (etwa 35 Millionen Tonnen) gewerbliche und staatliche Ölreserven. Sie könnten rechnerisch die Gesamtversorgung für 117 Tage gewährleisten. Hohe Mengen werden freiwillig von den Verbrauchern, besonders im Heizölbereich gelagert. Weiterhin besitzen Raffinerien operative Bestände zur Sicherstellung ihres Produktionsbetriebes. 

#### Erdölbevorratungsverband
Gesetzliche Grundlage für die Erdölbevorratung und den Erdölbevorratungsverband (EBV) ist das „Gesetz über die Bevorratung mit Erdöl und Erdölerzeugnissen (Erdölbevorratungsgesetz – ErdölBevG)“.
Die Ölreserve wird vom EBV organisiert und überwacht. Im EBV sind alle deutschen Unternehmen Pflichtmitglieder, die Öl einführen oder verarbeiten, insbesondere die großen Mineralölkonzerne. Der EBV ist eine Körperschaft öffentlichen Rechts, die 1978 von den in Deutschland tätigen Mineralölkonzernen gemeinsam mit den mittelständischen Mineralölimporteuren und unter Mitwirkung der Bundesregierung gegründet wurde, nachdem die Bundesregierung bereits 1966 die Konzerne dazu verpflichtet hatte, auf eigene Kosten eine strategische Erdöl-Notreserve zu schaffen, mit der die Ölversorgung der Bundesrepublik Deutschland in Kriegs- und Krisenzeiten vorübergehend gesichert werden kann. Der EBV hat seinen Verwaltungssitz in Hamburg. Der sogenannte Bevorratungsbeitrag ist in Höhe von ca. 0,5 Cent pro Liter auf den Preis von Benzin, Diesel und Heizöl festgelegt. Der EBV darf die Reserven nur auf Weisung des Bundeswirtschaftsministers und nur zum aktuellen Marktpreis veräußern. Ein Mitspracherecht haben die IEA und die EU. 1991 wurde ein Teil der deutschen Ölreserven während des Golfkrieges verkauft, als das Fass 30,55 Dollar kostete.

#### Ölreservefreigaben
Nach der Katastrophe durch den Hurrikan Katrina und dem folgenden starken Ölpreisanstieg wurden im Jahre 2005 ca. 450.000 m³ freigegeben.

Wegen des Ausfalls Libyens als Erdölexportnation 2011 wurden von der Bundesregierung ebenfalls Reserven freigegeben. Deutschland beteiligte sich an der Freigabe von Ölreserven durch die Internationale Energieagentur mit ca. 4,3 Mio. Barrel.
Im Oktober 2018, als infolge der Dürre und Hitze in Europa 2018 der Rheinpegel stark sank und somit Schiffe nicht mehr voll beladen werden konnten, gab die Bundesregierung begrenzte Mengen der Reserve frei.
Im März 2022 wurden 3 % (434.000 t) während des Überfalls Russlands auf die Ukraine freigegeben.

### Österreich
Die Ölreserve Österreichs betrug für das Jahr 2011 2,918 Mio. t Öl und Ölprodukte, die die Versorgung des Landes für 90 Tage abdecken sollen. Die Vorratsmenge wird jährlich an den durchschnittlichen 90-Tage-Verbrauch des Vorjahres angepasst. Verantwortlich ist die Erdöl-Lagergesellschaft. Die gesetzliche Grundlage ist das „Bundesgesetz über die Haltung von Mindestvorräten an Erdöl und Erdölprodukten“ (Erdölbevorratungsgesetz 2012 – EBG 2012). Davor war das „Bundesgesetz vom 21. Oktober 1982, BGBl. Nr. 546, über die Haltung von Notstandsreserven an Erdöl und Erdölprodukten und über Meldepflichten zur Sicherung der Energieversorgung (Erdöl-Bevorratungs- und Meldegesetz 1982)“ gültig.
Einer der seltenen Zugriffe auf die Reserve erfolgte im Juni, Juli und September 2022, nachdem eine Havarie in der einzigen Raffinerie Österreichs etwa 80 % der Treibstoffproduktion lahmlegte und ein mehrmonatiger Ausfall der beschädigten Anlage absehbar war. Die Bundesregierung gab in drei Raten insgesamt 373 000 t Diesel, Benzin und Halbfabrikate frei. Danach reichte der Treibstoffvorrat nur noch für 65 Tage. Nachdem die reparierte Raffierieanlage am 7. Oktober wieder in den Vollbetrieb ging, war die Reserve bis Ende November 2022, früher als erwartet, bereits wieder auf 79 Tagesbedarfe angewachsen. Bis zum Jahresende wird ein Füllstand von etwa 97 % der vollen Kapazität erwartet.

### Schweiz
Die Schweiz lagert Öl in Form von Benzin, Diesel, Flugbenzin und Heizöl. Diese Reserven decken den Bedarf für viereinhalb Monate. Der Bestand wurde in den 1940er-Jahren angelegt und seitdem erstmals 2005 wegen der Folgen des Hurrikans Katrina angerührt.

### Japan
Japan begann 1978 mit dem Anlegen seiner strategischen Ölreserve. Diese besteht aus einer staatlichen Reserve mit einem Ziel von 47,13 Mrd. Litern unter Beaufsichtigung der unabhängigen Verwaltungskörperschaft (独立行政法人, dokuritsu gyōsei hōjin) Sekiyu Tennen Gasu, Kinzoku Kōbutsu Shigen Kikō (石油天然ガス・金属鉱物資源機構, engl. Japan Oil, Gas and Metals National Corporation, kurz: JOGMEC). Hinzu kommt eine Verpflichtung der privaten Ölwirtschaft zur Vorratshaltung, welche etwa 29,1 Mrd. Litern entspricht, sowie weitere Öllager mit 1,58 Mrd. Litern, die gemeinschaftlich mit ölproduzierenden Nationen gehalten werden. Mit dieser Gesamtreserve von knapp 80 Mrd. Litern könnte Japan 208 Tage (Stand: 2017) ohne Erdölimporte auskommen. Die staatliche Reserve lagert in zehn staatlichen Öllagerstätten (国家石油備蓄基地, kokka sekiyu bichiku kichi), die 40 Mrd. Liter fassen, sowie teilweise in privatwirtschaftlichen Lagern. Die staatlichen Öllagerstätten sind als Aktiengesellschaften (kabushiki-gaisha) organisiert, an denen sowohl die betroffenen privatwirtschaftlichen Ölunternehmen beteiligt sind als auch der Staat in Form der JOGMEC oder der Präfekturen. Gelagert wird das Öl hauptsächlich in oberirdischen Tanks, teilweise auch in den Boden eingelassenen Tanks, die eine größere Erdbebensicherheit gewährleisten (z. B. in Akita), in Kavernen (z. B. Kushikino), sowie aus Platzgründen auch auf dem Meer in Küstennähe in schwimmenden doppelwandigen Containern, geschützt durch Ölsperren und Wellenbrecher (z. B. Shirashima).
| Name (~国家石油備蓄基地)    | Ort                       | Kapazität (Mrd. L) |
| --------------------------- | ------------------------- | ------------------ |
| Akita (秋田)                | Oga                       | 4,5                |
| Fukui (福井)                | Fukui, Sakai              | 3,4                |
| Kamigotō (上五島)           | Shinkamigotō              | 4,4                |
| Kuji (久慈)                 | Kuji                      | 1,75               |
| Kikuma (菊間)               | Imabari                   | 1,5                |
| Kushikino (串木野)          | Ichiki-Kushikino          | 1,75               |
| Mutsu-Ogawara (むつ小川原)  | Rokkasho                  | 5,7                |
| Shirashima (白島)           | Kitakyūshū                | 5,6                |
| Shibushi (志布志)           | Higashikushira, Kimotsuki | 5,0                |
| Tomakomai-tōbu (苫小牧東部) | Tomakomai, Atsuma         | 6,4                |

Daneben besitzt Japan auch strategische Reserven von Erdgas und seltenen Metallen, die gleichfalls von JOGMEC und aufgrund privatwirtschaftlicher Verpflichtungen angelegt werden.

### Vereinigte Staaten
Die Vorratslager für die vom Energieministerium betreute strategische Ölreserve der Vereinigten Staaten (Strategic Petroleum Reserve = SPR) fassen maximal 727 Millionen Barrel Rohöl (Stand: März 2022). Die Ölreserve betrug im Mai 2009 ca. 100 Mio. Tonnen und wird in Krisensituationen angezapft. Die Depots wurden aufgrund der Erfahrungen der weltweiten Ölkrise 1973 angelegt. Das Öl wird in mehr als 1.000 Metern Tiefe in unterirdischen Salzstöcken gelagert, die zu diesem Zweck mit Wasser ausgespült wurden. Die vier Lagerstätten liegen am Golf von Mexiko in Texas und Louisiana. Die einzelnen ölgefüllten Kavernen haben Ausmaße von 600 m Tiefe und 60 m Durchmesser und fassen 0,7 bis 4 Mio. Tonnen. Die Stabilität der Kavernen ist für maximal fünf komplette Füll- und Entnahmevorgänge ausreichend und nicht für permanente Entnahmen und Auffüllungen ausgelegt. Ursprünglich war eine Nutzungszeit dieser unterirdischen Speicher von nur 25 Jahren vorgesehen.
Da die Lagerstätte von unten durch die Erdwärme geheizt wird, entsteht eine Zirkulation der Flüssigkeit (Konvektion). So bleibt die Zusammensetzung des Öls konstant, weil keine Bestandteile sedimentieren können. Das heißt, das Öl kann über Jahrzehnte hinweg ohne Qualitätseinbußen gelagert werden. Die USA könnten ihren gesamten Erdölbedarf für 35 Tage mit der strategischen Ölreserve decken. Aus technischen Gründen können jedoch nur max. 4,4 Mio. Barrel aus dieser pro Tag (also etwa ein Fünftel des Normalbedarfes) entnommen werden. Das Land braucht täglich rund 3 Mio. Tonnen Öl. Mit Rationierungsmaßnahmen würde sie bis zu 60 Tage reichen. Allerdings sind die USA mit (Stand Ende 2022) 12 Millionen Barrel pro Tag einer der weltweit größten Förderer von Erdöl. Aus diesem Grund würde die Reserve unter Einbeziehung der heimischen Ölförderung länger reichen.
Nach den Terroranschlägen 2001 ließ US-Präsident George W. Bush die Ölreserven bis zur vollen Lagerkapazität auffüllen.
Im August 2005 wurde auf die Ölreserve zurückgegriffen, nachdem der Hurrikan Katrina die Ölförderung im Golf von Mexiko zeitweilig zum Erliegen gebracht hatte und infolgedessen der Ölpreis auf über 70 US-Dollar pro Barrel gestiegen war.
2009 war sie wieder auf den vollen Füllstand von 727 Mio. Barrel aufgefüllt.
Ende März 2022 war die US-Ölreserve mit 570 Millionen Barrel an einem zwanzigjährigen Tiefststand angelangt. (Zum Vergleich: Der tägliche, weltweite Ölbedarf betrug zu dieser Zeit knapp 100 Millionen Barrel.) Nachdem die Weltmarkt-Ölpreise infolge des Krieges Russlands gegen die Ukraine ab Ende Februar 2022 deutlich anstiegen und die USA den bisherigen Import von Öl aus Russland aufgrund von Sanktionen einstellten, beschloss die US-Regierung unter dem Eindruck steigender Treibstoffpreise am 31. März 2022, dem Markt ein halbes Jahr lang täglich durchschnittlich eine Million Barrel aus ihrer strategischen Ölresereve zur Verfügung zu stellen. Diese Freigabe war die bislang größte in der US-Geschichte. Sie könnte ein wirtschaftlicher Bumerang werden, da das Auffüllen der Reserve möglicherweise zu höheren Preisen, als den jetzigen, geschehen wird. Um die EU beim Ölembargo gegen Russland zu unterstützen, verschifften die USA sogar aus ihrer strategischen Reserve entnommenes Öl nach Europa. Infolge der Entnahmen sank der Ölvorrat bis Ende Oktober 2022 mit 405 Millionen Barrel auf ein 40-Jahres-Tief.
Im Februar 2023 kündigte die Biden-Regierung den Verkauf weiterer 26 Millionen Barrel aus der SPR an. Dies ist aber, im Gegensatz zur Notfreigabe der 180 Millionen Barrel von 2022, ein geplanter Verkauf. Eine Auffüllung der Reserve soll erst bei Ölpreisen von unter 72 $ /Barrel erfolgen. Seit dem Einmarsch der russischen Truppen in die Ukraine lagen die Preise jedoch bislang permanent darüber. Zudem sind die USA heutzutage weit weniger auf Ölimporte als in der Zeit, als die SPR konzipiert wurden, angewiesen, so dass eine teure Wiederauffüllung auf frühere Füllstände möglicherweise nicht mehr im Interesse der US-Regierung liegt.

#### Kommerzielle Ölbestände
Parallel zur strategischen Ölreserve existieren kommerzielle Öllager mit einer Gesamtkapazität von ebenfalls mehreren hundert Millionen Barrel. Im Gegensatz zur strategischen Reserve, welche nur in Ausnahmesituationen angezapft wird, erfolgen permanente Entnahmen und Auffüllungen in den kommerziellen Öllagern. Deren Bestände werden wöchentlich jeweils dienstags vom American Petroleum Institute (einer Interessenvereinigung der US-Ölbranche) und mittwochs um 16.30 h MEZ von der U.S. Energy Information Administration (EIA) veröffentlicht.

### Indien
Indien hielt 2023 eine im Verhältnis zur Bevölkerung (1,4 Milliarden Einwohner) sehr bescheidene Ölreserve (39 Millionen Barrel = 4,5 Liter pro Einwohner) vor, kündigte in jenem Jahr aber an, sie massiv zu erhöhen.